# Callithrix
A Callithrix az emlősök (Mammalia) osztályának a főemlősök (Primates) rendjéhez, ezen belül a csuklyásmajomfélék (Cebidae) családjához és a karmosmajomformák (Callitrichinae) alcsaládjához tartozó nem.

## Tudnivalók

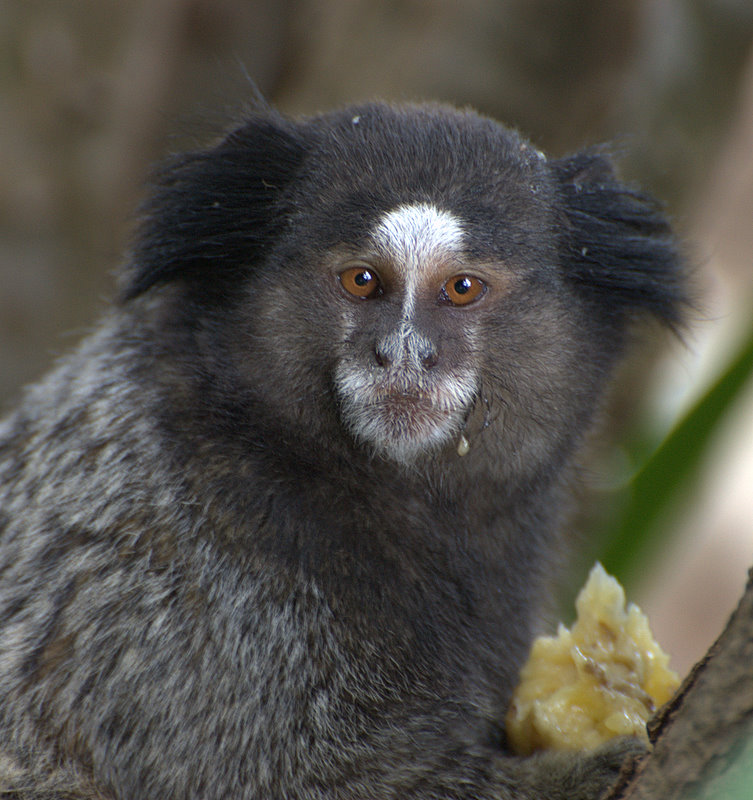
Feketepamacsos selyemmajom (Callithrix penicillata)

Korábban a Callibella, Cebuella és Mico nemeket ebbe a nembe sorolták. A Callithrix- és Mico-fajokat a fogak alakja és az elterjedési terület különbözteti meg - hiszen a Callithrix-fajok Dél-Amerika atlanti-óceáni partjain élnek, míg a Mico-fajok, beljebb a kontinens közepe felé találhatok meg. A Callibella nembe tartozó egyetlen fajt, a Roosmalen-selyemmajmot (Callibella humilis) is e két tény különbözteti meg a Callithrix-októl, ráadásul a kisebb méret is. A Callithrix- és Saguinus-fajoat a metszőfogak mérete különbözteti meg, mivel a Callithrix-oknak épp olyan hosszúak a metszőfogaik, mint a szemfogaik; ez azért van így, hogy könnyebben hántsák le a fák kérgeit, mivel legfőbb táplálékuk a fanedvek.
Rosenberger (1981) szerint a Cebuella nem egyetlen faját, a törpe selyemmajmot (Cebuella pygmaea) a genetikai vizsgálatok következtében a Callithrix-ok közé kéne sorolni, viszont a nagyon kicsi mérete megakadályozza ezt.
A Callithrix- és Mico-fajok nagy csoportokban élnek, de eléggé kis területen. A karmosmajmok közül, e két nem fajainak a legnagyobb az egyedsűrűsége egy adott területen. A nem fajai között területi szempontból, eltérések is vannak, mivel egyes fajok, mint amilyenek a fehérpamacsos selyemmajom (Callithrix jacchus) és a feketepamacsos selyemmajom (Callithrix penicillata) megelégszenek 10 vagy ennél kevesebb hektáros területtel, míg más fajoknak ennél jóval nagyobb terület szükséges.
Habár e fajok legfőbb táplálékai a fanedvek, gyümölcsök, nektár és gombák, ezek mellett ízeltlábúakra, békákra, gyíkokra, tojásokra és madárfiókákra is vadásznak. E majmok emésztőrendszere a gumik és fanedvek fogyasztására alkalmazkodott, ők sokkal hatékonyabban emésztik meg ezeket a táplálékokat, mint egyéb állatok. A gumi és fanedv fogyasztása azért jó, e majmok számára, mivel amikor szűkösebb az egyéb táplálékkínálat, a Callithrix-oknak megvan a megélhetéshez szükséges táplálék. A fehérpamacsos selyemmajmok és a feketepamacsos selyemmajmok képesek az ember közelében is megélni; például a városi parkokban, kertekben és kókuszdió ültetvényeken.
A Callithrix nőstények általában két vagy több kölyköt ellenek egyszerre. Ellés után két-négy hétre rá, a nőstények képesek újra vemhesek lenni. A szoptatás nem gátolja meg a magzatok fejlődését. A nőstények több hímmel is párosodhatnak. A fehérpamacsos selyemmajmoknál nem ritka a kölykök gyilkolása; a domináns nőstény időnként megöli a ranglétrán lejjebb elhelyezkedő nőstények kölykeit. A nőstények 12 - 17, a hímek 15 - 25 hónaposan válnak ivaréretté.
A Callithrix nemnek a neve, a görög „kalli”, melynek jelentése szép és „thichos”, jelentése haj vagy szőr szavak összetevése.

## Rendszerezés
A nembe az alábbi 6 faj tartozik:
- aranyfülű selyemmajom (Callithrix aurita)
- sárgafejű selyemmajom (Callithrix flaviceps)
- fehérfejű selyemmajom (Callithrix geoffroyi)
- fehérpamacsos selyemmajom (Callithrix jacchus) típusfaj
- Wied-selyemmajom (Callithrix kuhlii)
- feketepamacsos selyemmajom (Callithrix penicillata)

### Fordítás
Ez a szócikk részben vagy egészben  a   Callithrix című angol Wikipédia-szócikk fordításán alapul.  Az eredeti cikk szerkesztőit annak laptörténete sorolja fel. Ez a jelzés csupán a megfogalmazás eredetét és a szerzői jogokat jelzi, nem szolgál a cikkben szereplő információk forrásmegjelöléseként.